# Altijd is Kortjakje ziek
Altijd is Kortjakje ziek is een Nederlands kinderliedje dat teruggaat op een volksliedje uit het begin van de achttiende eeuw.
De melodie van het lied gaat terug op het Franse lied Ah! vous dirai-je, maman, gepubliceerd in 1761 (waarschijnlijk daterend van rond 1740).

## Voorloper
De oudste bron in de Nederlandse Liederenbank van het Meertens Instituut met een voorloper van het huidige kinderliedje, is een liedblad in de collectie Nijhoff (ca. 1700). Het liedblaadje van begin achttiende eeuw geeft als titel van dit volksliedje 'Een nieuw lied, van Ragel Valderappus, eersaeme en seer secreete vrouw, zittende op 't raedhuys van de Markus brug'.
| Kortjakje seer hups en fijn Is de meeste tijd beschonken, Kortjakje mag geen Brandewijn Maer het moet Jenever zijn Altijd is Kortjakje ziek, Midden in de week en Zondags niet Dan gaet zy haer hert versterken Midden in de week wil zy niet werken, Altijd is Kortjakje ziek. Midden in de week en Zondags niet. | (...) | Kortjakje is vroeg opgestaen, En zy is met radde kooten Na de Markus brug gegaen, De jongens volgden achter aen Kortjakje mag geen Brandewijn, Maer het moet Janever zijn, Daer vond zy 't Raedhuys bescheten, Dat kon Ragel niet op eeten, Daerom is Kortjakje ziek, Midden in de week en Zondags niet. |

### Toelichting
Dit volkslied is een kluchtlied over een jenever drinkende vrouw die mogelijk werkte bij de secreten, de publieke toiletten, onder de Markusbrug.
Een jakje was een kledingstuk voor een vrouw, een bovenkleed. De bijnaam 'Kortjakje' wijst mogelijk op een slecht of armoedig geklede vrouw. De naam Kortjakje werd vaker in volksliedjes gebruikt, meestal om een vrouwelijke dronkenlap mee aan te duiden. De naam Valderappus betekent zoveel als 'schorremorrie', 'gespuis'. Van het lied bestaan ook parodieën waarin Kortjakje als een vrouw van lichte zeden wordt voorgesteld.
De melodie van dit volksliedje komt niet overeen met die van het huidige kinderliedje.

## Huidige liedtekst
Volksliedjes kennen, door hun mondelijke overlevering, vaak vele (regionale en/of tijdgebonden) varianten in zowel tekst als melodie. De huidige ironische tekst van het liedje gaat over een kwezel, die zogenaamd ziek is (simuleert, waarschijnlijk om niet te hoeven werken), alleen maar 's zondags naar de kerk wil gaan met haar mooie dure bijbel of psalm- en gezangenboek met zilverbeslag. Het liedje gaat gewoonlijk als volgt (zie varianten onder deze liedtekst).
  Al-tijd isKort- jak-je ziek. Mid-deninde week maar 's zon- dags niet 
 's Zon- dags gaatzijnaar de kerk, meteen boek vol zil-ver- werk 
  Al-tijd isKort- jak-je ziek. Mid-deninde week maar 's zon- dags niet 

### Contrafacten

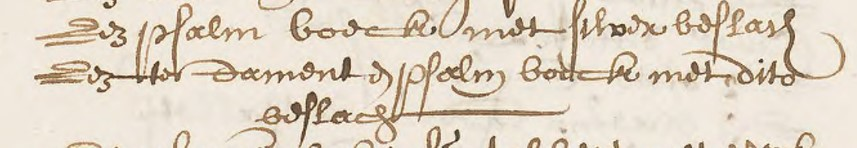
"Een psalm boeck met silver beslach / Een testament en psalmboeck met ditto / beslach". Citaat uit een notariële akte van notaris Jacob Pont, Amsterdam 15 november 1662. Dus "een boek vol zilverwerk".

Voorbeelden van variaties (contrafacten) zijn:
| Altijd is Kortjakje ziek Midden in de week maar 's zondags niet Midden in de week wil zij niet wassen 's Zondags strikt ze herendassen Altijd is Kortjakje ziek Midden in de week maar 's zondags niet | Altijd is Kortjakje ziek Midden in de week maar 's zondags niet 's Zondags als haar liefste komt Is Kortjakje goed gezond Altijd is Kortjakje ziek Midden in de week maar 's zondags niet |

"Een boek met zilverwerk" verwijst naar een bijbel en psalmboek met zilveren beslag en sluiting zoals velen naar de kerk meenamen - zie afbeelding van een notarisakte van een inboedel.
De jenever drinkende vrouw uit het volksliedje is niet overgeleverd in het huidige kinderliedje. Kortjakje gaat nu elke zondag naar de kerk. Ook de naam 'Kortjakje' is niet altijd overgeleverd. De Nederlandse Liederenbank bevat 73 varianten van het liedje, waaronder 'Moeder onze meid is ziek' en 'Jan mijne man is altijd ziek'.

## Melodie

### Composities op deze melodie
De melodie van het lied gaat terug op het Franse lied Ah! vous dirai-je, maman (1761).
Mozart schreef in 1778 12 variaties op de melodie (KV 300e), waardoor soms ten onrechte wordt gedacht dat hij de melodie gecomponeerd heeft. Ook andere componisten hebben het thema gebruikt, zoals Theodor Baron von Schacht in een Klarinettenkonzert in B-dur.
Andere composities op deze melodie:
- Johann Christoph Friedrich Bach, Variationen: Morgen kommt der Weihnachstmann
- Camille Saint-Saëns, Carnaval des Animaux, het 12e deel (Fossielen) citeert het wijsje gedeeltelijk
- Ernő Dohnányi, Variaties op een kinderrijmpje
- Gerard Hengeveld, Variaties

### Liederen op deze melodie
Er bestaan meerdere liedjes op deze melodie, zowel in het Nederlands als in andere talen. Voorbeelden van zogeheten contrafacten zijn:
- Het liedje abcdefg: in het Nederlands kan het alfabet op de melodie van Kortjakje gezongen worden. Het hele liedje luidt dan: "abcdefg, hijklmnop, qrstuvw, xyz doen ook nog mee, abc tot xyz, dat zijn de letters van het alfabet"
- Ook met de letters van het alfabet: "abcdefg, meester de jongens nemen knikkers mee. Jongens je mag in de school niet knikkeren, anders zal ik je de school uit flikkeren. Meester, dan ben ik nog niet bang, dan komt mijn vader met de tang!" soms vervolgd met: "Dan komt mijn moeder met de pook. Tingelingeling en dan kom ik ook! Toen kwam de meester met de spuit. Tingelingeling en het liedje is uit!"
- Schaapje, schaapje, heb je witte wol?
- Jongens, meisjes aan de kant
- Olifantje in het bos
- Twinkel, twinkel kleine ster (naar de Engelse liedtekst)
- Twinkle Twinkle Little Star (Engels)
- Abcdefg (Engelse Alphabet song)
- Baa, Baa, Black Sheep (Engels)
- Morgen kommt der Weihnachtsmann (Duits), op een tekst van Hoffmann von Fallersleben
- Campanita del lugar (Spaans)
- Hull a pelyhes fehér hó (Hongaars kerstlied)
- Φεγγαράκι μου λαμπρό Παιδικά τραγούδια (Grieks kinderliedje)

### Audio
Thema en variaties (KV265), Mozartⓘ

## In populaire cultuur
- Er bestaat een boek met columns van Jan Blokker met de titel Altijd is Kortjakje ziek.
- In 1980/81 was er in Nederland de televisieserie Kortjakje is weer beter waarin Wieteke van Dort en Bill van Dijk in 13 afleveringen oude kinderliedjes vertolkten.
- In 2004 namen Mauro Pawlowski en Axl Peleman het liedje op voor het Kapitein Winokio-project, voor de plaat Kapitein Winokio zag een beer.